# 2020년 하계 올림픽 나우루 선수단
2020년 하계 올림픽 나우루 선수단은 2021년 일본 도쿄에서 열린 2020년 하계 올림픽에 참가한 올림픽 나우루 선수단이다.
나우루는 2020년 도쿄 하계 올림픽에 출전했다. 원래 2020년 7월 24일부터 8월 9일까지 열릴 예정이었던 올림픽은 코로나19 범유행으로 인해 2021년 7월 23일부터 8월 8일로 연기되었다. 나우루의 도쿄 참가는 1996년 첫 대회 이후 7번째 하계 올림픽 참가였다.
나우루 대표단은 단거리 선수 조나 해리스(Jonah Harris)와 역도 선수 낸시 겐젤 아부케(Nancy Genzel Abouke) 등 두 명의 선수로 구성된 7명으로 구성되었으며, 이는 해당 올림픽에서 한 나라의 가장 작은 선수 대표단이었다. 해리스는 세계 육상 경기(World Athletics)의 보편성 슬롯을 통해 자격을 얻었고, 아부케는 국제역도연맹이 정한 삼자 초청 할당량. 해리스와 아부케는 개막식의 기수였으며 아부케는 폐막식에서 단독으로 깃발을 들고있었다. 두 선수 모두 메달을 획득하지 못했고, 이번 대회에서 나우루는 올림픽 메달을 획득하지 못했다.

## 출전 선수
| 종목 | 남자 | 여자 | 전체 |
| ---- | ---- | ---- | ---- |
| 육상 | 1    | 0    | 1    |
| 역도 | 0    | 1    | 1    |
| 전체 | 1    | 1    | 2    |

## 같이 보기
- 올림픽 나우루 선수단